# 黒の天使 Vol.1
『黒の天使 Vol.1』（くろのてんし ボリューム ワン）は、1998年に公開された石井隆監督によるアクション映画。

## 概要
石井監督のインタビューによれば、劇場、CS、ビデオ等マルチユース用の、始めからシリーズ前提の女性アクション映画の依頼があり、「黒の天使」のタイトルを提案。自作劇画の一篇をベースにしたプロットだが、劇画版は女優にはキツい内容なこともありそのままには出来ず、劇画の映画化とは明言していない。「GONIN2」の頃にラブコールがあった葉月里緒奈の主演で、「誕生」「恋愛」「復讐」の三部作として企画が通るが、諸事情で1本に短縮することになった。構成上省かれた「恋愛」編は「Vol.2」で描くことになる。
1997年5月にクランクイン、1995年の「GONIN」以来2年ぶりに根津甚八が石井組に参加。同年6月21日早朝クランクアップ。
ポスター、チラシ、パンフレット、サウンドトラックCD等にシネマジャパネスクのマークが付いているが、公開はプロジェクト終焉後であり、通常の松竹作品として配給された。
アクションに挑戦する葉月里緒菜や、椎名桔平の快演が見どころ。石井隆独特の編集リズムと見応えのあるアクションシーン、ギリシャ神話のように不条理ながら人間の本質を突くラストが圧巻。
1998年シアトル国際映画祭正式出品作品。1998年ファンタジア国際映画祭出品。

## 物語
暴力団組長の愛人の子として生まれた一光（葉月里緒菜）は、若頭・安田（飯島大介）に大事に保護され育てられる。内部抗争に巻き込まれ両親を殺されるが、安田と“黒の天使”と呼ばれる女ヒットマン・魔世（高島礼子）の助けによりアメリカへと逃亡し生き延びる。一光は魔世を憧れの女性として慕い、数年後、日系のゲイの青年ジル（山口祥行）とともに帰国する。彼女の復讐のターゲットである野木（根津甚八）は、彼女の父親の後釜として裏社会を支配していた。一光は義姉の千明が野木の愛人となっていたこと、憧れの女性として慕っていた魔世が薬物中毒にされた上にもう一人の野木の愛人にされていたことに衝撃を受ける。プライドをかけて復讐のために立ち上がる一光に魔世は協力する。復讐は遂げられるのか。

## 出演
- 葉月里緒菜 -  天岡一光
- 高島礼子 -  魔世
- 根津甚八 -  野木吾郎
- 椎名桔平 -  恩田慎一
- 山口祥行 -  ジル
- 室田日出男 -  天岡満
- 小野みゆき -  天岡千明
- 飯島大介 -  安田昇
- 大杉漣 -  草壁
- 鶴見辰吾 -  成沢
- 速水典子 -  麻美
- 片岡礼子 -  小谷

## スタッフ
- 監督・脚本・原作：石井隆
- 製作協力：ファム・ファタル
- プロデューサー：佐々木裕二、百田英生、石井隆
- 撮影：佐藤和人
- 照明：牛場賢二（J.S.L.）
- 音楽：安川午朗
- 美術：山崎輝
- 編集：川島章正
- スクリプター：松葉勢津子
- 録音協力：矢野勝久
- 整音：杉山篤
- 音響効果：渡部健一
- 衣装：小野今朝義
- スタイリスト：田代みゆき
- メイク：金森恵
- 特殊効果：村石宗浩、三上孝
- スチール：原芳市
- アクション・コーディネーター：柴原孝典（オフィスワイルド）
- ガン・コーディネーター：納富貴久男（ビッグショット）
- 助監督：松本泰生